# 道の駅かきのきむら
道の駅かきのきむら（みちのえき かきのきむら）は、島根県鹿足郡吉賀町柿木にある国道187号の道の駅である。

## 施設
- 駐車場：41台
  - 普通車：30台
  - 大型車：8台
  - 身障者用：3台
- トイレ
  - 男：大 2器・小 5器
  - 女：4器
  - 小児用（小）：1器
  - 身障者用：1器
- 公衆電話：1台
- レストラン「ごはん屋かきのき村」（11:00 - 15:00）ラストオーダー2:30
- 売店 （9:00 - 17:30）
- 休憩所
- 公園
- 情報コーナー
- ベビーベッド

## 休館日
- 売店のみ毎月第三火曜日
- レストランのみ毎週木曜日

## アクセス
- 国道187号 - 登録路線
- 島根県道3号新南陽津和野線

## 周辺
- 柿木温泉